# Bautil
Bautil är ett svenskt runologiskt verk av prästen och fornforskaren Johan Göransson utgivet 1750.

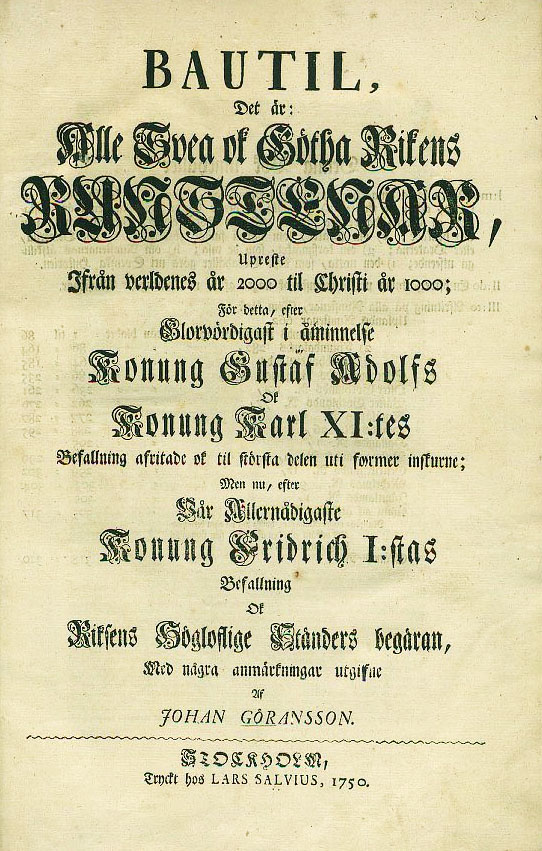
Bautil

Verkets fulla titel är Bautil, det är: alle Svea ok Götha rikens runstenar, upreste ifrån verldenes år 2000 til Christi år 1000; för detta, efter glorvördigast i åminnelse konung Gustaf Adolfs ok konung Karl XI:tes befallning afritade ok til största delen : uti former inskurne; men nu, efter vår allernådigaste konung Fridrich I:stas befallning ok riksens högloflige ständers begäran, med några anmärkningar utgifne af Johan Göransson. Stockholm, tryckt hos Lars Salvius, 1750. och är starkt präglat av Rudbecks idéer.
Till sin hjälp vid sammanställningen hade Göransson teckningar och avskrifter gjorda av bland andra Johan Peringskiöld, Nils Wessman, Johan Hadorph och Petrus Törnevall.

Bautil är den första samling avbildningar av svenska runstenar som avsågs vara komplett, och verket har haft stor betydelse för kunskap om idag försvunna runstenar och runinskrifter. Det innehåller 1173 träsnitt.

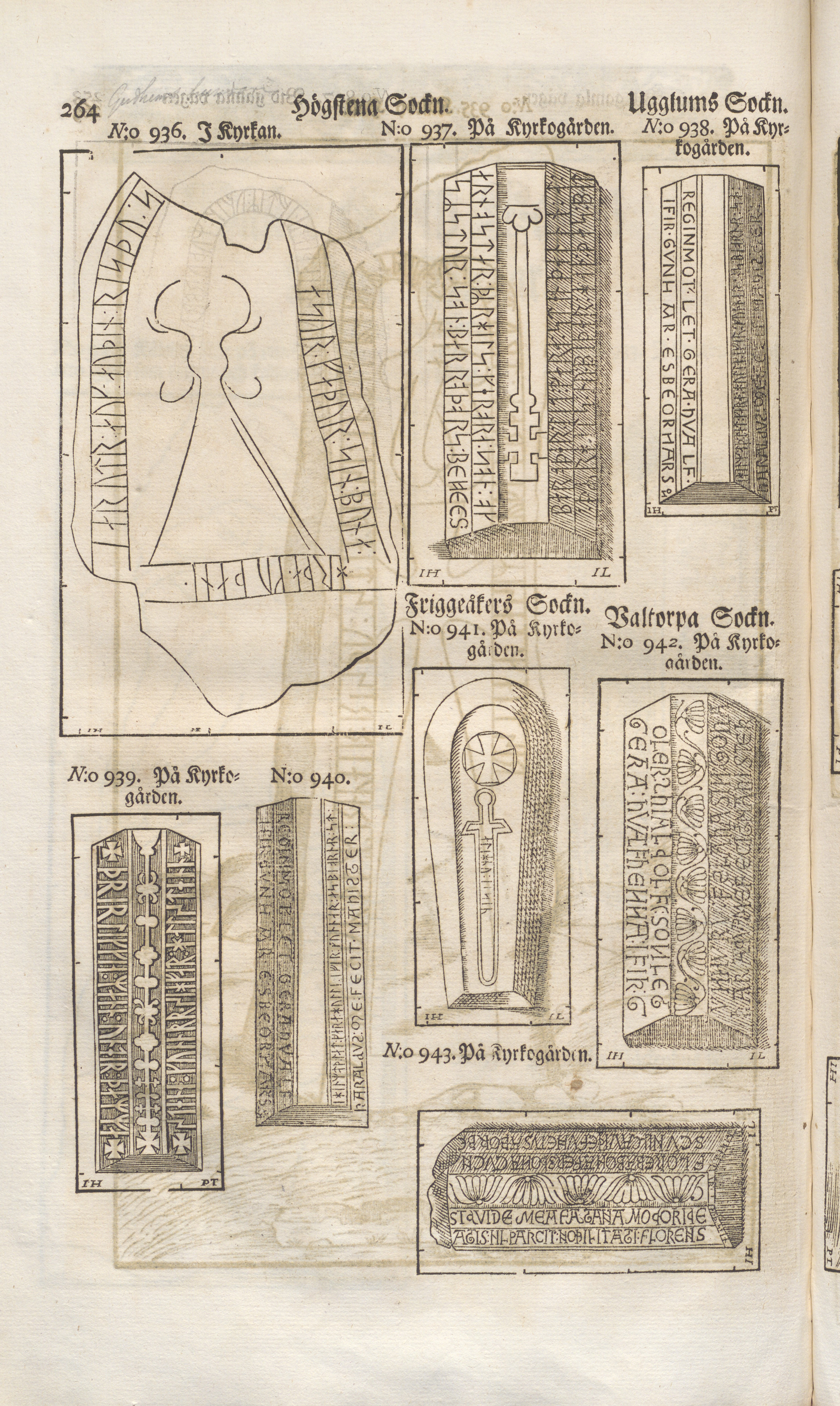
Sida som avbildar stenar i bl.a. Ugglum och Friggeråker.
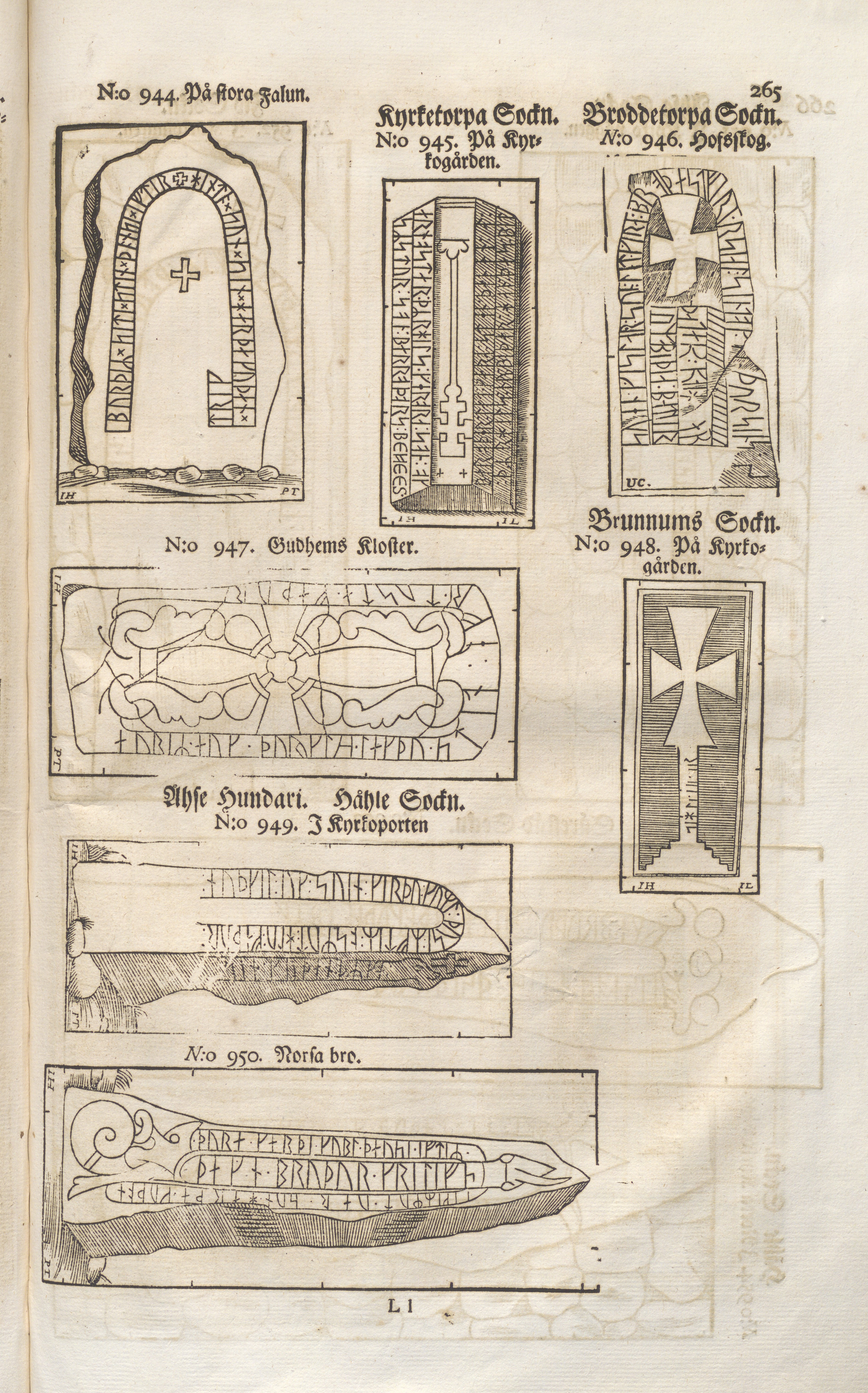
Sida med sten i bl.a. "Kyrketorpa" d.v.s. Norra Kyrketorp.
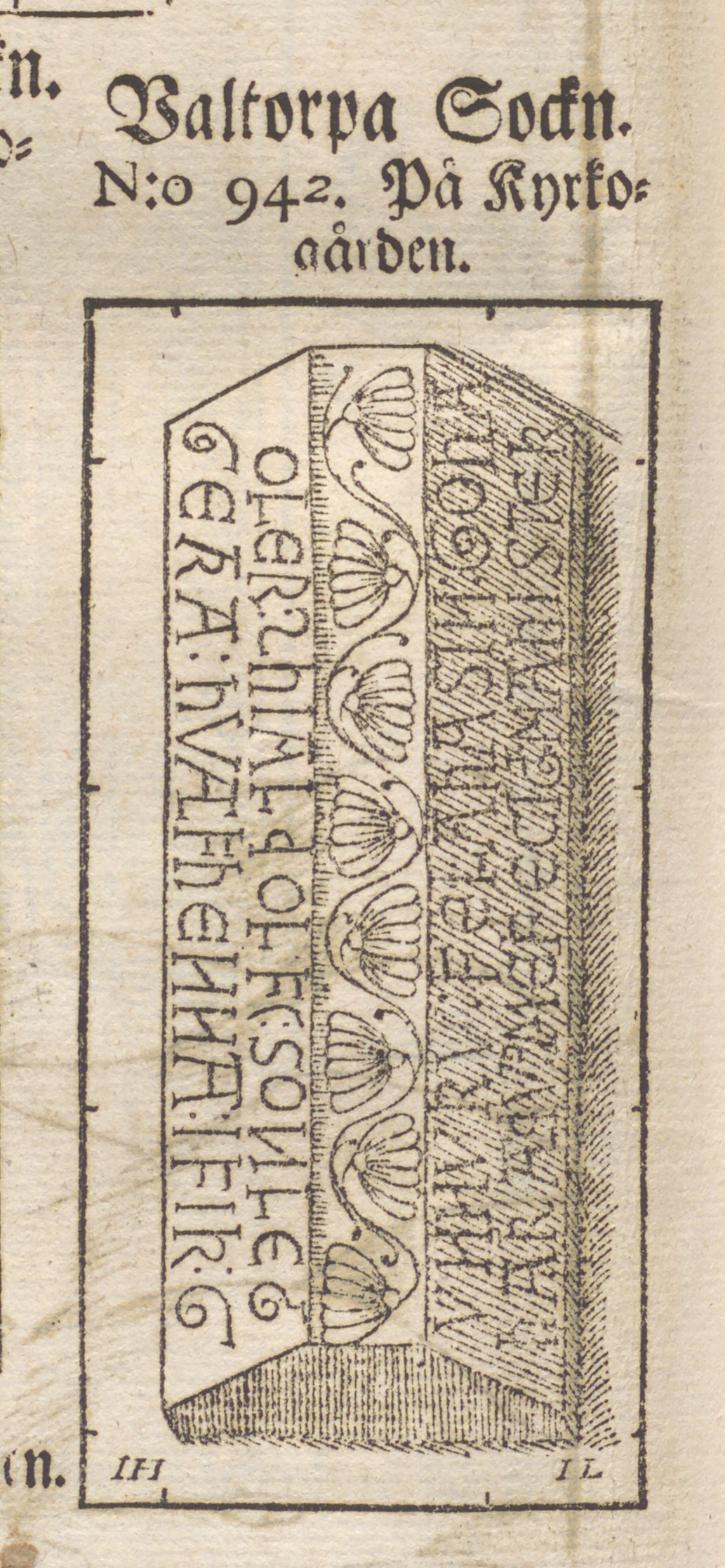
Sten i "Valtorpa" d.v.s. Valtorp. Texten är på latin men det finns några runor i kanten. Registrerad som Vg 96.

## Digital version
- Bautil digitaliserad.